# Río Coxipó
El río Coxipó es un río de Brasil, nace en el municipio de Chapada dos Guimarães, estado de Mato Grosso en la Sierra de Guimarães de la que desciende abruptamente formando la cascada Veu de Noiva (en portugués, Velo de Novia ) y desemboca en el río Cuiabá, atravesando el área urbana de la ciudad de Cuiabá.
- Datos: Q9071737
- Multimedia: Rio Coxipó / Q9071737